# Bara (Síria)

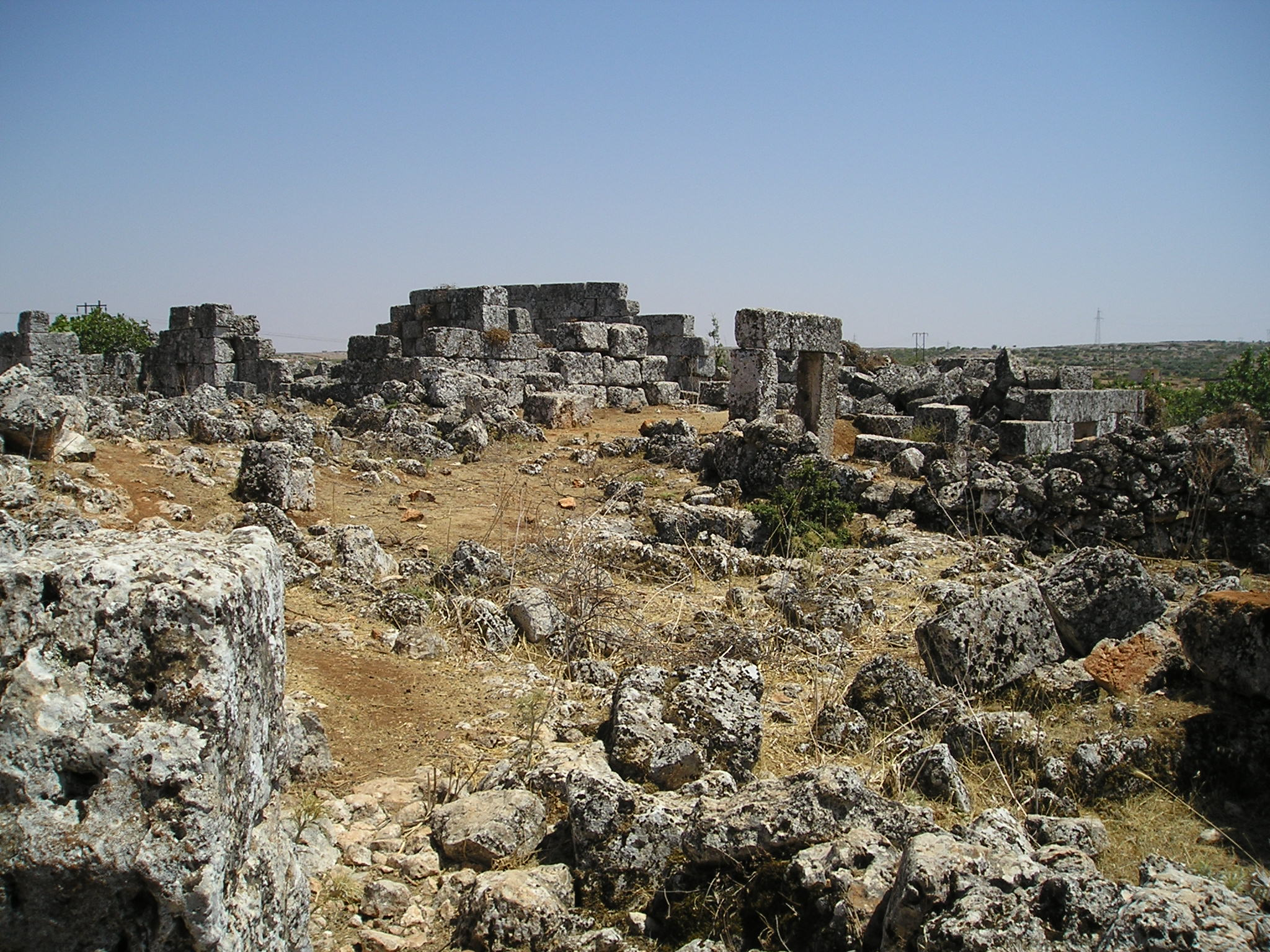
Ruínas de Bara

Bara (em árabe: بارة) ou Albara é uma das Cidades Mortas no noroeste da Síria. Ela está localizada aproximadamente 65 quilômetros ao norte de Hama e 80 quilômetros a sudoeste de Alepo. Conserva significativas ruínas, onde podem ser vistos os restos de cinco igrejas, três mosteiros, bem como outros edifícios, e três túmulos, um subterrâneo e dois em forma de pirâmide. As ruínas estão espalhadas ao longo de um vasto leque de várias colinas arborizadas.
Fundada no século IV, foi uma das principais cidades da região entre o quinto e oitavo século, por situar-se em uma importante rota comercial entre Antioquia e Apameia. Sua economia se baseava na produção de azeite e vinho.
Quando os muçulmanos conquistaram a região e as rotas comerciais foram interrompidas, outras cidades foram abandonadas mas Bara permaneceu habitada e a maioria dos habitantes continuou cristão. Foi sede de um bispado bizantino até a chegada dos cruzados em 1097. A batalha teve lugar em 31 de Dezembro do mesmo ano, durante a qual Boemundo I de Antioquia e Roberto II da Flandres puseram em fuga um exercito de turcos que tinham vindo em auxilio da sitiada Antioquia. A cidade foi tomada em setembro de 1098 por Raimundo IV de Tolosa e Al-Bara tornou-se uma peças defensivas do Principado de Antioquia. Em 1123, ela foi reconquista pelo emir de Alepo Balaque ibne Barã